# Foho Poelau
Der Foho Poelau (kurz: Poelau) ist ein Hügel in der osttimoresischen Gemeinde Bobonaro. Er liegt im Zentrum des Nordterritoriums des Sucos Atudara (Verwaltungsamt Cailaco), in der Aldeia Biateho und hat eine Meereshöhe von 241 m. Südlich verläuft der Lesupu, nordöstlich liegt der Foho Poetete.